# Interazione di Yukawa
In fisica delle particelle l'interazione di Yukawa, dal nome di Hideki Yukawa, è una particolare interazione tra un campo scalare e un campo di Dirac.
Dato un campo scalare {\displaystyle \phi } e un campo di Dirac {\displaystyle \psi } l'interazione di Yukawa può conservare la parità,
{\displaystyle V=g{\bar {\psi }}\phi \psi }
o non conservarla:
{\displaystyle V=g{\bar {\psi }}\gamma ^{5}\phi \psi }
L'interazione di Yukawa può fornire una descrizione della forza nucleare forte fra nucleoni (che sono fermioni) mediata da pioni (che sono mesoni pseudoscalari).
È anche utilizzata nel modello standard per descrivere l'accoppiamento fra il campo di Higgs e i campi fermionici. Tramite la rottura spontanea di simmetria, in quello che viene considerato in senso estensivo un "meccanismo di Higgs", i fermioni acquistano una massa che dipende dal valore di aspettazione del vuoto del campo di Higgs.

## L'azione
L'azione di un campo di mesoni {\displaystyle \phi } che interagisce con un campo di Dirac barionico {\displaystyle \psi } è
{\displaystyle S[\phi ,\psi ]=\int \mathrm {d} ^{n}x\;\left[{\mathcal {L}}_{\mathrm {mesoni} }(\phi )+{\mathcal {L}}_{\mathrm {Dirac} }(\psi )+{\mathcal {L}}_{\mathrm {Yukawa} }(\phi ,\psi )\right]}
in cui l'integrazione viene effettuata su n dimensioni (tipicamente sulle 4 dimensioni dello spaziotempo, dove {\displaystyle \mathrm {d} ^{4}x\equiv \mathrm {d} x_{1}\,\mathrm {d} x_{2}\,\mathrm {d} x_{3}\,\mathrm {d} x_{4}}).
La (densità) lagrangiana dei mesoni è data
{\displaystyle {\mathcal {L}}_{\mathrm {mesoni} }(\phi )={\frac {1}{2}}\partial ^{\mu }\phi \partial _{\mu }\phi -V(\phi ).}
Qui, {\displaystyle V(\phi )} è un termine di auto-interazione. Per un mesone massivo libero, si avrebbe {\displaystyle V(\phi )={\tfrac {1}{2}}\mu ^{2}\phi ^{2}} dove {\displaystyle \mu } è la massa del mesone. Per un campo auto-interagente (rinormalizzabile e polinomiale), si avrà {\displaystyle V(\phi )={\tfrac {1}{2}}\mu ^{2}\phi ^{2}+\lambda \phi ^{4}} dove λ è una costante di accoppiamento.
La lagrangiana di Dirac libera è data da
{\displaystyle {\mathcal {L}}_{\mathrm {Dirac} }(\psi )={\bar {\psi }}(i\partial \!\!\!/-m)\psi }
dove m è la massa reale e positiva del fermione.
Il termine dell'interazione di Yukawa è 
{\displaystyle {\mathcal {L}}_{\mathrm {Yukawa} }(\phi ,\psi )=-g{\bar {\psi }}\phi \psi }
per i mesoni scalari, dove g è la costante di accoppiamento (reale), e
{\displaystyle {\mathcal {L}}_{\mathrm {Yukawa} }(\phi ,\psi )=-g{\bar {\psi }}i\gamma ^{5}\phi \psi }
per i mesoni pseudoscalari.
Mettendo insieme i fattori si può scrivere l'azione in modo più esplicito:
{\displaystyle S[\phi ,\psi ]=\int \mathrm {d} ^{n}x\left[{\frac {1}{2}}\partial ^{\mu }\phi \partial _{\mu }\phi -V(\phi )+{\bar {\psi }}\left(i\partial \!\!\!/-m\right)\psi -g{\bar {\psi }}\phi \psi \right]~.}

## Potenziale classico
Se due fermioni interagiscono tramite un'interazione di Yukawa con una particella di Yukawa di massa {\displaystyle \mu }, il potenziale tra le due particelle, detto potenziale di Yukawa, sarà
{\displaystyle V(r)=-{\frac {g^{2}}{4\pi }}{\frac {1}{r}}e^{-\mu r}}
che equivale al potenziale di Coulomb tranne per il segno e il fattore esponenziale. Il segno renderà l'interazione attrattiva per tutte le particelle (l'interazione elettromagnetica è repulsiva per le particelle che cariche con lo stesso segno). Questo si spiega con il fatto che la particella di Yukawa ha spin zero e spin pari porta sempre a un potenziale attrattivo (è un risultato non banale della teoria quantistica dei campi che lo scambio di bosoni a spin pari come il pione che ha spin 0 o l'ipotetico gravitone che ha spin 2 risulta sempre in interazioni attrattive, rispettivamente la forza nucleare forte e la gravità; invece, i gluoni e i fotoni, che sono bosoni a spin 1, mediano rispettivamente l'interazione forte e l'interazione elettromagnetica che sono attrattive solo per le particelle che hanno cariche opposte. Il segno negativo all'esponenziale dà all'interazione un range finito, così particelle a grandi distanze interagiranno a malapena.

## Rottura spontanea di simmetria
Si supponga ora che il potenziale {\displaystyle V(\phi )} abbia un minimo non a {\displaystyle \phi =0} ma a un certo valore {\displaystyle \phi _{0}}. Questo può succedere, per esempio, con un potenziale della forma {\displaystyle V(\phi )=\mu ^{2}\phi ^{2}+\lambda \phi ^{4}} con {\displaystyle \mu } posto a un valore immaginario. In questo caso, la lagrangiana esibisce una rottura spontanea di simmetria a causa del valore non nullo del campo {\displaystyle \phi } quando opera sul vuoto, chiamato valore di aspettazione del vuoto di {\displaystyle \phi }. Nel modello standard, questo valore non nullo è responsabile della massa dei fermioni, come mostrato di seguito.
Per evidenziare il termine di massa, l'azione può essere espressa in termini del campo {\displaystyle {\tilde {\phi }}=\phi -\phi _{0}}, dove {\displaystyle \phi _{0}} è per costruzione una costante indipendente dalla posizione. Ciò significa che il termine di Yukawa acquisisce una componente
{\displaystyle g\phi _{0}{\bar {\psi }}\psi }
che, siccome sia g sia {\displaystyle \phi _{0}} sono costanti, assomiglia al termine di massa di un fermione di massa {\displaystyle g\phi _{0}}.  Tramite questo meccanismo, chiamato meccanismo di Higgs, la rottura spontanea di simmetria dà massa ai fermioni. Il campo  {\displaystyle {\tilde {\phi }}} è detto campo di Higgs.

## Forma di Majorana
Si potrebbe anche avere un'interazione di Yukawa tra un campo scalare e un campo di Majorana. Infatti, l'interazione di Yukawa che coinvolge uno scalare e uno spinore di Dirac può essere pensata come un'interazione di Yukawa che coinvolge uno scalare con due spinori di Majorana della stessa massa. L'azione, separata nei termini dei due spinori di Majorana chirali, è
{\displaystyle S[\phi ,\chi ]=\int \mathrm {d} ^{n}x\left[{\frac {1}{2}}\partial ^{\mu }\phi \partial _{\mu }\phi -V(\phi )+\chi ^{\dagger }i{\bar {\sigma }}\cdot \partial \chi +{\frac {i}{2}}(m+g\phi )\chi ^{T}\sigma ^{2}\chi -{\frac {i}{2}}(m+g\phi )^{*}\chi ^{\dagger }\sigma ^{2}\chi ^{*}\right]}
dove g  è una costante di accoppiamento complessa, m è un numero complesso e n è il numero di dimensioni, come sopra.